# Wasilij Łobanow
Wasilij Pawłowicz Łobanow (ros. Василий Павлович Лобанов, ur. 2 stycznia 1947) – rosyjski kompozytor i pianista. 
Studiował fortepian w Konserwatorium Moskiewskim od 1963 do 1971 u Lwa Naumowa i kompozycję u Sergieja Balasanjana. Studiował również u Jurija Kołopowa (analizę muzyczną) oraz instrumentację u Alfreda Schnittkego. Od 1997 był profesorem fortepianu w Hochschule für Musik w Kolonii w Niemczech. Mieszka w Niemczech od 1991 roku. 
Komponuje opery, koncerty, muzykę kameralną i fortepianową, koncertował wspólnie ze skrzypkiem Olegiem Kaganem i wiolonczelistką Nataliją Gutman.

## Wybrane prace

### Opery
- Antygona, opera według Sofoklesa, op. 51 (1985-1987)
- Ojciec Sergiusz (Отец Сергий - Otiec Siergij), opera w jednym akcie na podstawie opowiadania Lwa Tołstoja (1990-1995)

### Oratoria i kantaty
- Leutnant Schmidt, oratorium op. 31 (1979)
- Bóg-Słowik, kantata na podstawie poezji Osipa Mandelsztama na baryton i orkiestrę kameralną op. 61 (1991)

### Muzyka orkiestrowa
- Aria na skrzypce i orkiestrę smyczkową (1986)
- Koncert na wiolonczelę i orkiestrę op. 42 (1984-1985)
- Concerto No.1 na fortepian i orkiestrę kameralną op. 35 (1981)
- Koncert nr 2 na fortepian i orkiestrę op. 64 (1993)
- Koncert na trąbkę, perkusję i orkiestrę smyczkową op. 70 (1997)
- Concerto No.1 na altówkę i orkiestrę smyczkową op. 53 (1989)
- Koncert nr 2 na altówkę i orkiestrę smyczkową op. 71 (1998)
- Koncert podwójny na klarnet, skrzypce i orkiestrę kameralną op. 65 (1995)
- Sinfonietta na orkiestrę kameralną op. 47 (1986)
- Symfonia na smyczki, perkusję, flet, trąbka, op. 22 (1977)
- Koncert potrójny na skrzypce, wiolonczelę i fortepian z orkiestrą op. 27 (1978)

### Muzyka kameralna
- Kleine Suite im alten Stil na altówkę solo op. 63 (1992)
- Sonata na altówkę i fortepian op. 58 (1990)
- 4 Stücke im Strengen Stil (4 szt. w surowym stylu) na klarnet i altówkę i fortepian op. 43 (1984)